# Aczél Endre (újságíró, 1944–2018)
Aczél Endre (Budapest, 1944. szeptember 2. – Budapest, 2018. július 3.) magyar újságíró, műsorvezető.
| Aczél Endre                               | Aczél Endre                               |
| Kattints az alábbi külső linkek egyikére! | Kattints az alábbi külső linkek egyikére! |
| ----------------------------------------- | ----------------------------------------- |
| Nem található szabad kép.(?)              |                                           |
| külső link · jogvédett                    | Aczél Endre. Story. 2024-09-01.           |

## Életpályája
A Medve utcai általános iskolában tanult (1955–1959), majd középiskolai tanulmányait a Toldy Ferenc Gimnáziumban folytatta (1959–1963), ahol 1963-ban tett érettségi vizsgát. 1963–1968 között tanult az ELTE BTK matematikai nyelvészet-orosz szakán. 1968–1974 között a Magyar Távirati Iroda külpolitikai tudósítója, majd szerkesztője volt. 1974–1977 között az MTI pekingi, 1981–1985 között londoni tudósítója volt. 1985-től öt évig a Magyar Televízió munkatársaként dolgozott. 1986–1990 között az MTV Híradó főszerkesztője, majd 1989-től egy éven át A Hét főszerkesztője is volt. 1990-ben pár hónapon keresztül a Kurír társfőszerkesztőjeként dolgozott. 1991–1994 között a Hungarian Economic Review című gazdasági magazin felelős szerkesztője volt. 
1991 és 2016 között a Népszabadság külső munkatársa volt, azonban oda többé nem írhatott, miután a Kiss László úszóedző és bűntársai által csoportosan megerőszakolt lányt becsmérlő, az áldozatot hibáztató álláspontot tett közzé. A Nap TV külpolitikai jegyzetírója volt. A Magyar Televízió és a Klubrádió műsorvezetője. 1994–1997 között a Tenisz Magazin főszerkesztője, 1996–2003 között a PannonVilág főszerkesztője volt. 1999–2008 között a Nap-kelte című műsort vezette. A Klubrádióban beszüntetésig, a 2000-es évek elején készítette és vezette az Acélsodrony című sorozatát. 2018 július elején hosszan tartó betegség után elhunyt.

## Művei
- Híradó-puccs, Mai Nap, Budapest, 1990, ISBN 963-02-7939-8
- A puha diktatúrától a kemény demokráciáig (szerk: Bodzabán István, Szalay Antal), Pelikán, Budapest, ISBN 963-8095-16-4
- Öcsi képeskönyve. Puskás Ferenc 70 éves (1997)
- Amit megírhatok, Pécs : Alexandra, 2009, ISBN 978-963-297-128-5
- Acélsodrony – A hatvanas évek, Park Könyvkiadó, Budapest, 2010
- Acélsodrony – A hetvenes évek, Park Könyvkiadó, Budapest, 2010
- Acélsodrony – A nyolcvanas évek (2011)
- Acélsodrony – Sport 1962-89 Társszerző Török Péter, Park Könyvkiadó, Budapest, 2012
- Acélsodrony – Az ötvenes évek I., Park Könyvkiadó, Budapest, 2014, ISBN 978-963-530-896-5
- Acélsodrony – Az ötvenes évek II. 1955–1957 (2018)

## Műsorai
- Nap-kelte
- Híradó

## Díjai, elismerései
- Rózsa Ferenc-díj (1988)
- Bossányi Katalin-díj (2004)
- Szabad Sajtó-díj (2005)
- Joseph Pulitzer-emlékdíj (2012)
- Déri János-díj (2014)[12]
- Radnóti Miklós antirasszista díj (2014)